# Сулутал
Сулутал (каз. Сұлутал) — село в Аксуатском районе Абайской области Казахстана. Входит в состав Сатпаевского сельского округа. Код КАТО — 635861300.

## Население
В 1999 году население села составляло 191 человек (107 мужчин и 84 женщины). По данным переписи 2009 года, в селе проживало 126 человек (59 мужчин и 67 женщин).